# Jacobi-Operator
Ein Jacobi-Operator, nach Carl Gustav Jakob Jacobi (1804–1851), ist ein symmetrischer linearer Operator, der auf Folgen operiert und der in der durch Kronecker-Deltas gegebenen Standardbasis durch eine tridiagonale Matrix, die Jacobi-Matrix, dargestellt wird.

## Selbstadjungierte Jacobi-Operatoren
Der wichtigste Fall ist der von selbstadjungierten Jacobi-Operatoren im Hilbertraum der quadratsummierbaren Folgen über den positiven ganzen Zahlen {\displaystyle \ell ^{2}(\mathbb {N} )}. In diesem Fall ist  {\displaystyle J:\ell ^{2}(\mathbb {N} )\to \ell ^{2}(\mathbb {N} ),\,f\mapsto J\,f} durch
{\displaystyle (J\,f)_{n}={\begin{cases}a_{1}f_{2}+b_{1}f_{1},&n=1,\\a_{n}f_{n+1}+a_{n-1}f_{n-1}+b_{n}f_{n},&n>1,\end{cases}}}
gegeben, wobei die Koeffizienten
{\displaystyle a_{n}>0,\quad b_{n}\in \mathbb {R} }
erfüllen. Der zugehörige Operator ist genau dann beschränkt, wenn es die Koeffizienten sind. Im unbeschränkten Fall muss ein geeigneter Definitionsbereich gewählt werden.
Jacobi-Operatoren sind eng mit der Theorie der orthogonalen Polynome verknüpft: Die Lösung {\displaystyle P_{n}(z)} der Differenzengleichung
{\displaystyle J\,P_{n}(z)=z\,P_{n}(z),\qquad P_{1}(z)=1,}
ist ein Polynom vom Grad {\displaystyle n} und diese Polynome sind orthonormal bezüglich des  Spektralmaßes das zum ersten Basisvektor {\displaystyle \delta _{1,n}} gehört.

## Anwendungen
Jacobi-Operatoren treten in vielen Bereichen der Mathematik und Physik auf. Der Fall {\displaystyle a_{n}=1} ist als diskreter eindimensionaler Schrödingeroperator bekannt. Sie treten auch im Lax-Paar des Toda-Gitters auf.